# Andrea Garosio
Andrea Garosio (Brescia, 12 de junio de 1993) es un ciclista italiano que fue profesional entre 2018 y 2024.

## Palmarés
- No consiguió ninguna victoria como profesional.

## Resultados en Grandes Vueltas
| Carrera | Carrera         | 2018 | 2019 | 2020 | 2021 | 2022 | 2023 | 2024 |
| ------- | --------------- | ---- | ---- | ---- | ---- | ---- | ---- | ---- |
|         | Giro de Italia  | —    | 98.º | —    | —    | —    | —    | —    |
|         | Tour de Francia | —    | —    | —    | —    | —    | —    | —    |
|         | Vuelta a España | —    | —    | —    | —    | —    | —    | —    |

—: no participa

Ab.: abandono